# بايلي يولانيشت
بايلي يولانيشت هي مدينة تقع في مقاطعة فالسيا، رومانيا. تدير المدينة ثماني قرى وهي: تشيا، كومانكا، جورجوياتا، ليفاديا، موسورواسا، أولينيتي، بيتريتو وتيسا. وتقع ضمن المنطقة التاريخية في أولتينيا (إحدى أقاليم رومانيا).

## التاريخ
يعود تاريخ أول شهادة وثائقية لأولينيتي إلى عام 1527. تم ذكر المياه المعدنية لأولينيتي لأول مرة في ميثاق عام 1760 وتسمى المياه العلاجية. في عام 1873 ، تم إرسال المياه المعدنية لأولينيتي إلى معرض فيينا وحصلت على الميدالية الذهبية. 

## روابط خارجية
- جولة افتراضية لبيل أولينيتي - شتاء 2010